# ستاد اجرایی فرمان امام
ستاد اجرایی فرمان امام ، سازمانی شبه‌دولتی در ایران است که هم‌اکنون تحت کنترل سید علی خامنه‌ای، رهبر جمهوری اسلامی ایران، فعالیت می‌کند. این سازمان با حکم دو پاراگرافی روز ۶ اردیبهشت‌ماه سال ۱۳۶۸ روح‌الله خمینی با هدف شناسایی و مصادرهٔ اموال وابستگان به رژیم پیشین در مهلت یک سال تأسیس شد. با این حال، وی حدود یک ماه بعد درگذشت و فرمانش تا حدود پنج سال مسکوت ماند تا اینکه علی خامنه‌ای در سال ۱۳۷۳ ستادی برای پیگیری و اجرای آن راه‌اندازی نمود و یکی از معتمدانش یعنی محمد شریعتمداری را به عنوان نخستین رئیس این ستاد منصوب کرد.
خمینی در ابتدا به سه تن از دستیاران خود دستور داد که از اموال مصادره شده، مراقبت کرده و آن‌ها را در امور خیریه توزیع کنند؛ امّا در زمان خامنه‌ای، این سازمان امپراتوری مالی بزرگی تحت کنترل شخص رهبر جمهوری اسلامی ایجاد کرده است. این ستاد بر اساس دو اصل ۴۵ و ۴۹ قانون اساسی جمهوری اسلامی بنا شده است. اصل ۴۵ قانون اساسی اجازه می‌دهد که زمین‌های «رها شده و اموال مجهول‌المالک» به تملک «حکومت اسلامی» درآید و در اصل ۴۹ قانون اساسی نیز دولت موظف است تا ثروت‌های ناشی از ربا، غصب، رشوه، اختلاس، سرقت، اموال غیر مشروع و… را به «صاحب حق» و در صورت معلوم نبودن آن به «بیت‌المال» واگذار کند.
ستاد اجرایی فرمان امام در میان افکار عمومی و حتی برای بسیاری از متخصصان امور ایران در سایر کشورها به‌مثابه نهادی اقتصادی با ده‌ها شرکت ریز و درشت و یکی از اصلی‌ترین قلک‌های رهبر جمهوری اسلامی شناخته می‌شود که در عین حال، یکی از مهم‌ترین کارکردهای آن تلاش برای منکوب کردن فعالان سیاسی و اقلیت‌ها در داخل ایران با اهرم فشار اقتصادی و مصادرهٔ اموال و دارایی‌های آن‌هاست. این سازمان به مرکز اصلی قدرت اقتصادی در ایران تبدیل شده و دارایی‌های آن شامل مقادیر زیادی املاک و ۳۷ شرکت هستند که تقریباً همهٔ بخش‌های صنعت ایران، از جمله امور مالی، نفت و مخابرات را پوشش می‌دهند. در حالی که حساب‌های مربوط به پولشویی آن حتی برای مجلس شورای اسلامی ایران نیز محرمانه است. رویترز در گزارشی در سال ۲۰۱۳، ارزش کل دارایی‌های ستاد را ۹۵ میلیارد دلار (شامل حدود ۵۲ میلیارد دلار املاک و ۴۳ میلیارد دلار دارایی‌های شرکتی) برآورد کرده است. همچنین در صفحهٔ هشتم نسخهٔ فارسی گزارش رویترز به بخشی از فعالیت‌های این سازمان اشاره شده که نشان می‌دهد، «بسیاری از مؤسساتی که به‌صورت مستقیم زیر نظر ستاد اجرایی فرمان امام فعالیت می‌کنند، از اسامی موهوم با کاربری‌های مختلف استفاده می‌کنند.»
در ۴ ژوئن ۲۰۱۳، وزارت خزانه‌داری ایالات متحده آمریکا این سازمان و برخی از دارایی‌های شرکت‌های وابسته را تحریم کرد و از این ستاد به عنوان «شبکهٔ عظیمی از شرکت‌های اصلی که به نمایندگی از علی خامنه‌ای، رهبر ایران، دارایی‌ها را مخفی و پولشویی می‌کند»، یاد کرد. شرکت‌هایی که به ستاد اجرایی فرمان امام وابسته‌اند، در زمینه‌هایی چون ارائهٔ خدمات مالی و بانکداری، املاک و مستغلات، صنعت نفت، مخابرات و دامپروری فعال هستند. این ستاد بخشی از هزینه‌های دفتر رهبری را می‌پردازد. تحریم این ستاد از سوی وزارت خزانه‌داری آمریکا به دلیل سرکوب مخالفان در ۱۳ ژانویهٔ ۲۰۲۱ تمدید شد.

## تاریخچه
در سال ۱۹۸۲ با اختلاف جناح‌ها و سازمان‌ها بر سر املاکی را که ظاهراً در سال‌های پر هرج و مرج پس از انقلاب ۱۹۷۹ رها شده بودند، سید روح‌الله خمینی تلاش کرد تا هرج و مرج را کنترل کند و فرمانی صادر کرد که مصادرهٔ بدون حکم قاضی را ممنوع می‌کرد. بر اساس مطالعه‌ای که در سال ۱۹۸۹ در مجلهٔ بین‌المللی مطالعات خاورمیانه منتشر شد، بنیاد مستضعفان در سال ۱۹۸۲ دارای ۲۷۸۶ ملکی بود که با مصادره دادگاه به‌دست آورده بود. املاک آن شامل ساختمانی در خیابان پنجم منهتن بود که در دهه ۱۹۷۰ توسط مؤسسه خیریه شاه، بنیاد پهلوی، ساخته شد. دو سال بعد، در سال ۱۹۸۴، مجلس صنف خاصی از دادگاه‌های مصادره اموال (تحت عنوان دادگاه‌های اصل ۴۹) در هر یک از استان‌های ایران ایجاد کرد. آن‌ها شعبه‌ای از دادگاه‌های انقلاب بودند که برای اجرای عدالت در مورد دشمنان ادّعایی جمهوری اسلامی، ایجاد شده بودند.
در ۶ اردیبهشت‌ماه ۱۳۶۸، حدود یک ماه پیش از مرگ سید روح‌الله خمینی، با حکمی به حبیب‌الله عسگراولادی، مهدی کروبی و حسن صانعی برای در اختیار گرفتن همهٔ اموال مجهول‌المالک بلاصاحب، ارث بلاوارث و اموالی که بابت تخمیس و خروج از ذمه و اجرای اصل ۴۹ قانون اساسی و دیگر قوانین، در اختیار ولی فقیه قرار گرفته است، ستاد اجرایی فرمان امام آغاز به کار کرد. نام‌بردگان از طرف نخستین رهبر جمهوری اسلامی، اختیار داشتند تا هرگونه صلاح می‌دانند در تمامی ابعاد فروش، نگهداری و ادارهٔ آن‌ها اقدام کرده یا قسمتی از این اختیارات را به وزارت امور اقتصادی و دارایی واگذارند. این ستاد طی این حکم موظف شد که همهٔ درآمدهای حاصل را در موارد مقررهٔ شرعیه، بنیاد شهید، بنیاد پانزده خرداد، بنیاد مسکن، کمیتهٔ امداد، سازمان بهزیستی، طرح شهید رجایی و بنیاد جانبازان انقلاب اسلامی و مواردی از این دست صرف کند.
سیاست تشکیل ستاد اجرایی بدین صورت است که از بدو تأسیس، برخی از اموال و دارایی‌های مصادره شده پس از انقلاب به این ستاد تحویل داده شد. با این حال، علی اشرف افخمی رئیس وقت گروه توسعه اقتصادی تدبیر در مصاحبه‌ای، ستاد را «متولی» «اموال بدون مالک» خواند و ادّعا کرد که هیچ‌یک مصادره نشده است. وی در مورد فعالیت‌های ستاد مدّعی شد: «در همه جای دنیا سیستم‌هایی ایجاد شده است تا اموال یا قطعاتی از زمین‌هایی را که مالک ندارند، در دست بگیرند و سود حاصل از آن صرف فعالیت‌هایی برای منافع عمومی شود.»
طبق اسنادی که رویترز مدّعی بررسی آن‌هاست، در اوایل دهه ۱۹۹۰، دادگاه‌ها دارایی‌ها را توقیف کرده و آن‌ها را به ستاد تحویل دادند. این سازمان به جای توزیع مجدد تمام درآمدها، شروع به حفظ وجوه حاصل از فروش اموال کرد. در سال ۲۰۰۰، قوه قضائیه ایران آیین‌نامه‌ای را تصویب کرد که به ستاد اختیارات انحصاری بر اموالی که به نام ولی فقیه گرفته شده بود، اعطا کرد. در سال ۲۰۰۴، علی خامنه‌ای رهبر ایران، دستور بازنگری در اصل ۴۴ قانون اساسی مبنی بر خصوصی‌سازی صنایع مهم که طبق قانون باید در اختیار دولت می‌بود، را صادر کرد. مجمع تشخیص مصلحت نظام، تفسیر جدیدی از اصل ۴۴ صادر کرد که اجازهٔ خصوصی‌سازی صنایع را با هدف اعلام‌شدهٔ یک اقتصاد رقابتی با حضور بخش خصوصی و سرمایه‌گذاری آن در اقتصاد کشور، صادر کرد.
در سال ۲۰۰۶، زمانی که سازمان ملل و قدرت‌های غربی تحریم‌های اقتصادی شدیدتری را بر ایران آغاز کردند، ستاد شروع به مطالعه کرد که چگونه برخی از اقتصادهای در حال توسعه موفق به رشد سریع شدند. ستاد به این نتیجه رسید که آنچه ایران فاقد آن بود و به آن نیاز داشت، کنگلومراهای همتراز با کره جنوبی، ژاپن، برزیل و ایالات متحده آمریکا بود. در همین سال و همزمان با ریاست‌جمهوری محمود احمدی‌نژاد، علی خامنه‌ای فرمانی اجرایی برای خصوصی‌سازی ۸۰ درصد از سهام برخی شرکت‌های دولتی را صادر کرد. این اهداف شامل بانک‌ها، شرکت‌های بیمه و شرکت‌های نفت و گاز بود. در سال ۲۰۰۹، ستاد به عنوان یک برنده در بزرگ‌ترین فروش دارایی‌های دولتی ایران یعنی خصوصی‌سازی شرکت مخابرات ایران، ظاهر شد.
در سال ۲۰۱۳، در حالی که غرب اقتصاد ایران را با تحریم‌های مربوط به برنامهٔ توسعه هسته‌ای تحت فشار قرار داد، عملیات اقتصادی گستردهٔ ستاد منبع درآمد مستقلی را برای جمهوری اسلامی فراهم کرد.

## ریاست ستاد
پس از مرگ خمینی، ریاست ستاد در سال ۱۳۷۳ توسط سید علی خامنه‌ای به محمد شریعتمداری واگذار شد و سپس در سال ۱۳۷۶ محمدجواد ایروانی در این جایگاه قرار گرفت. محمد مخبر نیز از سال ۱۳۸۶ تا سال ۱۴۰۰ ریاست ستاد اجرایی را برعهده داشت. در آذر سال ۱۴۰۰، اعضای هیئت امنای ستاد اجرایی فرمان امام، عارف نوروزی را به عنوان سرپرست این ستاد انتخاب کردند. در ۷ آبان سال ۱۴۰۲ سید پرویز فتاح به ریاست ستاد اجرایی فرمان امام منصوب شد.

## بخش قضایی
آیین‌نامهٔ نحوه رسیدگی به پرونده‌های موضوع اصل ۴۹ در سال ۱۳۷۹ توسط رئیس قوه قضائیه وقت، سید محمود هاشمی شاهرودی بنا بر اختیارات تفویضی از طرف رهبر جمهوری اسلامی ابلاغ شد.
طبق بخشنامه مرداد ۱۳۸۸ رئیس قوه قضائیه وقت، سید محمود هاشمی شاهرودی مقرر شد احکام و قرارهای صادره در مواردی که از مصادیق اموال در اختیار ولی فقیه است، کماکان به‌نام ستاد اجرایی فرمان امام صادر و ابلاغ شود.
طی حکم شهریور ۱۳۹۶ توسط صادق آملی لاریجانی، رئیس قوه قضائیه وقت، غلامحسین محسنی اژه‌ای رئیس و عضو ستاد نظارت و پیگیری پرونده‌های موضوع اصل ۴۹ قانون اساسی است.

### اصل ۴۹ قانون اساسی
اصل ۴۹ قانون اساسی جمهوری اسلامی می‌گوید: «دولت موظف است ثروت‌های ناشی از ربا، غصب، رشوه، اختلاس، سرقت، قمار، سوءاستفاده از موقوفات، سوءاستفاده از مقاطعه‌کاری‌ها و معاملات دولتی، فروش زمین‌های موات و مباحات اصلی، دایر کردن اماکن فساد و سایر موارد غیرمشروع را گرفته و به صاحب حق رد کند و در صورت معلوم نبودن او، به بیت‌المال بدهد. این حکم باید با رسیدگی و تحقیق و ثبوت شرعی به‌وسیلهٔ دولت اجرا شود.»
عبدالکریم لاهیجی، حقوق‌دان در این‌باره می‌گوید: «در این اصل با استفاده از مبانی فقهی، تلاش کرده‌اند که دارایی و اموال هر کسی را که چه از نظر عقیدتی و چه از نظر سیاسی منتقد است، به نام مستضعفان بگیرند. در این اصل بعد از همهٔ انواع مال نامشروعی که ذکر شده، از عبارت سایر موارد نامشروع نام برده شده که این از نظر حقوقی دست قاضی را برای صدور رأی مصادرهٔ اموال در هر موردی که شخصاً آن را نامشروع دید، باز می‌کند.»

## بخش اقتصادی
در سال ۱۳۸۶ و با روی کار آمدن محمد مخبر رویکرد جدید فعالیت‌های اجتماعی و اقتصادی برای ستاد از سوی سید علی خامنه‌ای با ادّعای فراهم آوردن امکان مشارکت مردم به‌ویژه کارآفرینان، مخترعان و نخبگان کشور با اولویت دادن به قشرهای محروم جامعه در مناطق محروم کشور آغاز شد. بخش اقتصادی ستاد اجرایی فرمان امام در زمرهٔ نهادهای عمومی غیردولتی شناخته نمی‌شود؛ چرا که در قانون فهرست نهادها و مؤسسات عمومی غیردولتی مصوب ۲۹ تیر ۱۳۷۳ دوره چهارم مجلس شورای اسلامی به ریاست علی‌اکبر ناطق‌نوری نامی از آن وجود ندارد. بخشی از ساختار سازمانی بخش اقتصادی ستاد توسط وزارت خزانه‌داری آمریکا در سال ۲۰۰۲ میلادی منتشر شده است.

### پرداخت مالیات
سید کامل تقوی‌نژاد، رئیس سازمان امور مالیاتی کشور در اظهاراتی مدّعی شد: «معافیت مالیاتی نهادهایی همچون ستاد اجرایی فرمان امام و شرکت‌های زیرمجموعهٔ آن‌ها، شایعه است و ریشهٔ این تشکیک‌ها و شایعات بیشتر در خارج از کشور و بخشی از آن نیز عده‌ای در داخل کشور هستند که ممکن است شناخت درستی نداشته باشند.» بر اساس ادّعای سید مصطفی سید هاشمی، معاون هماهنگی‌های اقتصادی ستاد اجرایی فرمان امام، این ستاد به لحاظ مالیاتی هیچ تفاوتی با یک بنگاه خصوصی ندارد. همچنین حامد کرمانیون مدیر پروژه‌های صنعتی ستاد اجرایی در گفت‌وگو با خبرنگاران در آبان ۱۳۹۷، تمامی فعالیت‌های اقتصادی ستاد را مشمول پرداخت مالیات دانست و در ادامه مدّعی شد که پرداخت مالیات از سوی ستاد اجرایی همیشه در زمان مقرر انجام می‌شود و مسئولان سازمان مالیاتی همواره بر خوش‌حسابی آن اذعان داشته‌اند!

### گروه اقتصاد مفید
با مدیریت عبداللهی (فرمانده سابق قرارگاه سازندگی خاتم الانبیاء)، این گروه شامل ۵ شرکت است که در حوزه‌های نفت و انرژی و گاهی عمرانی فعالیت می‌کند.
- شرکت توسعه صنعت و معدن مفید
- شرکت توسعه پترو مفید
- شرکت مهر پترو کیمیا
- شرکت توسعه مکران انرژی مفید
- شرکت فن آوران انرژی پاک

### گروه توسعه اقتصادی تدبیر
این گروه بازوی اقتصادی ستاد و زیرمجموعه ستاد اجرایی با مدیر عاملیِ سیدرضا موسوی، از راهکارهای درآمدزایی ستاد در قالب بخش خصوصی و که شامل هلدینگ‌های زیر هستند:
- بنیاد ۱۵ خرداد و شرکت‌های تابعه این بنیاد
- گروه صنعتی سپنتا - نماد فپنتا در تالار بورس ایران
- گروه توسعه انرژی تدبیر[۴۱][نیازمند منبع غیر اولیه] که سهامدار شرکت‌های زیر است:
  - شرکت نفت پارس (سهامی عام) - ۷۵ درصد[۴۲]
  - شرکت بهمن گنو (سهامی خاص) - ۸۰ درصد[نیازمند منبع]
  - شرکت توسعه صنعت نفت و گاز پرشیا - ۱۰۰ درصد[۴۳]
    - شرکت پترو فراز آور ساحل تدبیر
    - شرکت ایرانیان کرخه
    - شرکت مهندسین ساخت و بهره‌وری آرمان

  - شرکت تولیدات پتروشیمی قائد بصیر (سهامی عام) - ۸۰ درصد[۴۴]
  - شرکت حفاری شمال (سهامی عام) - ۱۰ درصد[۴۵]
  - شرکت توسعه حفاری تدبیر (سهامی خاص) - ۱۰۰ درصد[۴۶]
  - شرکت مهندسی ری نیرو (سهامی خاص) - ۱۰۰ درصد[نیازمند منبع]
  - شرکت تولید نیروی برق آبادان (سهام عام) - ۷۵ درصد[۴۷]
  - شرکت شیمیایی مدبران شیمی (سهامی خاص) - ۱۰۰ درصد[۴۸]
  - شرکت پالایش پارسیان تدبیر (سهامی خاص) - ۸۰ درصد[نیازمند منبع]
  - شرکت پارس بازرگان (سهامی خاص)[نیازمند منبع]
- شرکت گسترش الکترونیک تدبیر ایران[۴۹] که سهامدار شرکت‌های زیر است:
  - شرکت ایرانیان نت
  - شرکت مخابرات ایران
  - شرکت آسمان مدیا
  - شرکت رایمون مدیا
  - شرکت توسعه مخابراتی آریاسل[۵۰]
  - شرکت گسترش ارتباطات تالیا
  - شرکت توسعه ارتباطات جامع مبین
  - شرکت مبین وان کیش
  - شرکت ارتباطات رهکام ایرانیان
  - شرکت فناوران مبین خاور
- شرکت نواندیشان کشت و صنعت تدبیر:
  - شرکت زرین کشت پایدار زرندیه
  - شرکت زرین دام پایدار تدبیر
  - شرکت مدبر کشت توس
  - شرکت قند شهدای دزفول
- شرکت توسعه صنعت و معدن تدبیر
  - شرکت مجتمع فراورده‌های فسفات کارون[۵۱]
  - شرکت آینده گران صنعت و معدن فردا
- شرکت سرمایه‌گذاری تدبیر[۵۲] که سهامدار شرکت‌های زیر است:
  - شرکت سرمایه‌گذاری پردیس
  - شرکت لیزینگ ایران و شرق
  - شرکت ایران و شرق
  - شرکت تولید و صادرات ریشمک
  - شرکت کارگزاری تدبیرگران فردا
- گروه دارویی برکت:[۵۳][۵۴]
  - هربی فارمد[۵۵] (گیاهان دارویی)
  - مؤسسه صندوق پژوهش و فناوری پرشین داروی البرز[۵۶]
  - شهرک صنعتی دارویی برکت[۵۷]
  - شرکت بیوسان فارمد[۵۸]
  - شرکت سل تک فارمد[۵۹]
  - شرکت برکت تل[۶۰] (مرکز تلفنی سلامت)[۶۱]
  - شرکت داروسازی آتی فارمد[۶۲]
  - شرکت شفا فارمد[۶۳] (مرکز تولید مواد اولیه انواع آنتی‌بیوتیک از سلول زنده)[۶۴] (تولید حدود ۱۴ درصد کل داروهای ضروری کشور)
  - شرکت پخش البرز[۶۵] (مصادره‌ای) (متعلق به کاظم خسروشاهی) (مالک ۹ هزار انبار مسقف)
  - شرکت داروسازی تولید دارو[۶۶] (مصادره‌ای) (متعلق به کاظم خسروشاهی)[۶۷]
  - شرکت سرمایه‌گذاری اعتلاء البرز[۶۸]
  - گروه دارویی سبحان[۶۹]
  - شرکت تولید مواد اولیه البرز بالک[۷۰]
  - شرکت البرز دارو[۷۱] (سرنگ‌های آماده تزریق به نام پریفیلد)[۷۲]
  - شرکت سبحان دارو[۷۳] (مصادره‌ای)
  - شرکت سبحان انکولوژی[۷۴] (کارخانه تولید داروهای ضد سرطان سبحان انکولوژی در شهر رشت)[۷۵] (مصادره‌ای)
  - شرکت ایران دارو[۷۶] (مصادره‌ای)
  - شرکت کی بی سی[۷۷][۷۸] (مصادره‌ای - از شرکت‌های مهم واردات دارو به ایران)
- گروه مشاوران مدیریت و مطالعات راهبردی تدبیر[۷۹]
- گروه توسعه ساختمان تدبیر[۸۰] که سهامدار شرکت‌های زیر است:
  - شرکت توسعه و عمران امید[۸۱]
  - شرکت ساختمانی بهساز کاشانه تهران[۸۲]
  - شرکت توسعه آینده پارس[۸۳]
  - شرکت توسعه و عمران نوآوران تدبیر (توسعه و عمران نوآوران فرحزاد)[۸۴]
  - شرکت رنج هاسپیتالیتی امید کیش[۸۵]
  - شرکت ساخت و عمران تدبیر[۸۶]
  - شرکت رویال ساختمان آریا (سهامی خاص)[۸۷]

## بنیادها و مؤسسه‌های ستاد

### بنیاد برکت
بنیاد برکت که در زمینه‌های اشتغال‌زایی و عمرانی فعالیت می‌کند، در آذر ۱۳۸۶ چند ماه پس از روی کار آمدن محمد مخبر به عنوان رئیس ستاد اجرایی، کار خود را آغاز کرد. بنا بر ادّعای حامد کرمانیون، بنیاد تاکنون موجب سرمایه‌گذاری به ارزش ۱۲ هزار میلیارد ریال بوده است که قریب به ۴۰ شرکت با حمایت این بنیاد به تولید و بهره‌برداری رسیده‌اند. مدیر عامل کنونی بنیاد برکت سید امیرحسین مدنی است که پس از محمد ترکمانه و سعید جعفری در این سِمت منصوب شد.
بر اساس ادّعای این بنیاد، ساخت مدارس در مناطق روستایی و راه‌اندازی طرح‌های اقتصادی در مناطق روستایی و محروم ایران با محوریت اشتغال‌زایی و انجام طرح‌های زیربنایی مانند راه‌سازی، احداث خانهٔ محرومان، تأمین آب، برق، مخابرات، مسجد و اجرای طرح‌های کشاورزی از جمله فعالیت‌های آن است.

### مؤسسه دانش‌بنیان برکت
مؤسسه دانش‌بنیان برکت به‌عنوان یکی از ۵ بازوی اجرایی بنیاد برکت و از زیرمجموعه‌های ستاد اجرایی فرمان امام، در زمینه فناوری‌های نوین و توسعه اقتصاد دانش‌بنیان معرفی شده است که مدّعی ایجاد و گسترش زیست‌بوم و زیرساخت‌های توسعهٔ دانش و فعالیت‌های دانش‌بنیان در ایران بر اساس الگوهای اسلامی ایرانی است و با رویکرد اشتغال‌زایی میان جوانان، فعالیت می‌کند.

### بنیاد احسان
بنیاد احسان، یک بنیاد اجتماعی وابسته به ستاد اجرایی فرمان امام است که با ادّعای سازمان‌دهی به فعالیت‌های واکنش سریع، راه‌اندازی شده است. محمد مخبر، مدّعی شد که هدف از ایجاد این بنیاد متناسب با شرایط اقتصادی ایران و درخواست رهبر جمهوری اسلامی بوده است که از طریق آن امکان واکنش سریع فراهم‌تر خواهد شد. همچنین وی در ادامه مدّعی شد، یکی از ویژگی‌های این بنیاد مردمی بودن آن است و اقداماتی که توسط آن صورت می‌گیرد، بر نیروهای مردمی و جهادی تکیه دارد. این بنیاد با ادّعای رفع محرومیت در مناطق کم برخوردار دست به ایجاد قرارگاه‌های تخصصی از جمله:
- قرارگاه عدالت آموزشی
- قرارگاه توسعه روستایی
- قرارگاه سلامت
- قرارگاه خلاقیت و نوآوری
- قرارگاه پیشرفت منطقه ای
- قرارگاه اقتصاد مردم نهاد
- قرارگاه مسجد و سبک زندگی

زده است. همچنین بنیاد احسان مدّعی اهدای جهیزیه به زوج‌های جوان، امداد رسانی در مناطق زلزله‌زده و سیل‌زده، توزیع بسته‌های معیشتی در مناطق محروم و توزیع وسایل گرمایشی و سرمایشی و احداث خانه‌های ورزش شده است.

### برکت تل
شرکت برکت تل، یکی از شرکت‌های وابسته به ستاد اجرایی فرمان امام است که از سوی بنیاد برکت طراح و مجری طرح سلامت الکترونیک برای توسعهٔ خدمات‌رسانی به مناطق محروم ایران در زمینهٔ سلامت عمومی است. این شرکت در قالب طرح سلامت الکترونیک ۱۸ را ارائه می‌دهد.

### طرح سلامت الکترونیک
سلامت الکترونیک یک زمینه مدرن از اطلاع‌رسانی پزشکی، سلامت عمومی و مبادلات تجاری است که به خدمات و اطلاعات ارائه شده یا تقویت شده از طریق اینترنت و فناوری‌های وابسته گفته می‌شود.

### گروه دارویی برکت
گروه دارویی برکت، یک شرکت وابسته به ستاد اجرایی فرمان امام است که در سال ۱۳۸۹ تحت عنوان شرکت فناوری‌های نوین دارویی تدبیر تأسیس شد. گروه دارویی برکت توسط بیست و پنج شرکت که تابعهٔ خودش هستند، میزان ۱۴٪ از تمام داروهایی را که در ایران دارای اولویت هستند، تأمین می‌کند.

## فعالیت‌های اجتماعی
فعالیت‌های اجتماعی ستاد اجرایی فرمان امام در قالب ادّعاهایی همچون اقدامات کارآفرینی و توسعهٔ اشتغال، احداث مدرسه و خدمات اجتماعی، عمرانی و بهداشتی و فعالیت‌های محرومیت‌زدایی و عام‌المنفعه در مناطق روستایی محروم و کمتر توسعه‌یافتهٔ ایران انجام می‌شود. ستاد اجرایی با همکاری نهادهای دولتی مدّعی ایجاد زیرساخت‌های آموزشی و بهداشتی مانند احداث مدرسه، بیمارستان و شبکهٔ راهی است.
احداث و تکمیل پروژه‌های پزشکی و بهداشتی و بیمه کردن مردم مناطق محروم و روستایی بخش دیگری از فعالیت‌های ادّعایی ستاد اجرایی است. این ستاد همچنین، اوّلین صندوق قرض‌الحسنه اشتغال ایران را که به عنوان بزرگ‌ترین صندوق قرض‌الحسنه در این کشور محسوب می‌شود، در مرداد سال ۱۴۰۰ افتتاح کرد که با نام «صندوق برکت» شناخته می‌شود. ساخت خوابگاه‌های دانشجویی و برپایی موکب‌های خدمات بهداشتی و درمانی در برخی از شهرهای عراق برای زائران از دیگر فعالیت‌های ادّعایی این ستاد است.

#### طرح ملّی اتان‌گیری
طرح ملّی اتان‌گیری از گاز طبیعی در شهرستان مُهر استان فارس و عسلویه بوشهر توسط ستاد اجرایی به بهره‌برداری رسید. در ۲۶ فروردین ۱۴۰۰ حسن روحانی رئیس‌جمهور پیشین ایران به صورت ویدئوکنفرانسی فاز نهایی «مجتمع استحصال اتان پارسیان» با ظرفیت ورود ۷۵ میلیون مترمکعب گاز در روز را افتتاح کرد. برای رساندن گاز استحصال شده از مهر به عسلویه، همکاری دادستانی و سایر بخش‌ها، بیش از ۶۴ کیلومتر حفر زمین انجام شده که ۳۴ کیلومتر آن بین دو رشته کوه بوده و در این راستا از دانش بومی در ۱۸ استان استفاده شده و ۲۵۰ سازنده در آن دخیل بودند. به دلیل اینکه در مجتمع پارسیان ۵۰۰ هزار مترمکعب گاز دی‌اکسید کربن از گاز طبیعی گرفته می‌شود و گاز سالم‌تری تولید شده و در نتیجه به محیط زیست کمک می‌شود. بنابر ادّعای نمایندهٔ ستاد اجرایی در طرح اتان‌گیری بیش از ۵۰۰۰ شغل مستقیم و حدود ۲۰ هزار شغل غیرمستقیم ایجاد شده است.

### قرارگاه جهادی خدمت‌رسانی
قرارگاه جهادی ستاد اجرایی فرمان امام در سال ۱۳۹۵ با ادّعای پشتیبانی از گروه‌های جهادی و اعزام آن‌ها به مناطق محروم و روستاها تشکیل شد. هدف این قرارگاه استفاده از گروه‌های جهادی در محرومیت‌زدایی و خدمت‌رسانی به مردم از طریق امداد و نجات در بلایای طبیعی، اشتغال‌زایی، حضور در آسیب‌های اجتماعی، فعالیت‌های عمرانی، بهداشتی و درمانی اعلام شده است. این قرارگاه در تابستان ۱۳۹۷، مدّعی شد که از طریق گروه‌های جهادی، به توزیع بسته‌های مواد غذایی در مناطق محروم و ارائهٔ خدمات به ۵۰۰۰ کودک محروم پرداخته است.

### واکسن کرونا
این ستاد، واکسن کرونا تولید کرده است که «کووایران برکت» نام دارد. این واکسن دوزهای تزریق انسانی سپری نموده، و از سوی سازمان غذا و داروی ایران مجوز دریافت کرده است. به گفتهٔ وزیر بهداشت، تا اسفند ۱۴۰۰ تعداد ۶۰ میلیون دوز واکسن برکت تولید شده و همچنین این واکسن در فرایند ثبت جهانی قرار گرفته است.

## کنش‌ها و واکنش‌ها
- قراردادهای نفتی
  - قرارداد توسعهٔ بخش شمالی میدان مشترک یاران (مشترک با عراق): به ارزش ۶۰۰ میلیون دلار که در قالب قراردادهای پیشین نفتی با شرکت توسعه صنعت نفت و گاز پرشیا (از زیرمجموعه‌های ستاد اجرایی فرمان امام) منعقد شد.[۱۲۸]
  - قرارداد توسعهٔ میدان مشترک یاران و میدان‌های کوپال و مارون: رقم قرارداد به‌طور رسمی اعلام نشد، امّا خبرگزاری تسنیم پیشتر ارزش آن را ۲ میلیارد و ۵۰۰ میلیون دلار اعلام کرده بود. این توافق میان غلامرضا منوچهری، معاون شرکت ملی نفت ایران و ناجی سعدونی، مدیرعامل شرکت توسعه صنعت نفت و گاز پرشیا امضا شد. (بر اساس الگوی جدید قراردادهای نفتی ایران)[۱۲۸]

شرکت نفتی وابسته به ستاد اجرایی فرمان امام یکی از هشت شرکت ایرانی است که وزارت نفت صلاحیت آن را برای فعالیت اکتشاف نفتی و تولید، تأیید کرده است.
- دارایی‌های بخش اقتصادی

### گزارش رویترز
این ستاد یکی از بنگاه‌های بزرگ اقتصادی در ایران است. در نوامبر سال ۲۰۱۳، خبرگزاری رویترز در یک سری مقالات تحلیلی، بر اساس مدارک و شواهد رسمی و ارزیابی بهای املاک، سهام شرکت‌ها و مؤسسات وابسته به این نهاد، ارزش دارایی‌های تحت کنترل ستاد اجرایی فرمان امام را بالغ بر ۹۵ میلیارد دلار برآورد کرد.
به گزارش ارم‌نیوز، مدیر عامل سازمان اموال و املاک ستاد اجرایی فرمان امام، در سال ۱۳۸۷، دارایی این ستاد در بخش اموال و املاک را پنجاه هزار میلیارد تومان اعلام کرد.
تحقیقات رویترز نشان داده که این سازمان بنای کار خود را بر اساس «تصرف منظم و سازمان‌یافتهٔ هزاران زمین و املاک متعلق به ایرانیان عادی» و همچنین توقیف اموال اعضای اقلیت‌های مذهبی، بازرگانان و ایرانیان مقیم خارج از کشور ایجاد کرده است. این نهاد هنوز هم به مصادرهٔ دارایی‌های زندانیان سیاسی-عقیدتی و همهٔ مشمولان اصل ۴۵ و ۴۹ قانون اساسی جمهوری اسلامی می‌پردازد و در زمینهٔ مدیریت این دارایی‌ها نیز فعالیت می‌کند. رویترز در سال ۲۰۱۳ دارایی‌های ستاد اجرایی را بالغ بر ۹۵ میلیارد دلار اعلام کرد.

## اتهامات فساد و پولشویی
سال ۲۰۱۳، خبرگزاری رویترز در گزارشی بخش‌هایی از فعالیت ستاد اجرایی فرمان امام را آشکار کرد. در صفحهٔ هشتم نسخهٔ فارسی این گزارش آمده است: «بسیاری از مؤسساتی که به‌صورت مستقیم زیر نظر ستاد اجرایی فرمان امام فعالیت می‌کنند، از اسامی موهوم با کاربری‌های مختلف استفاده می‌کنند.»
شرکتی با نام «برهان مبین» به عنوان زیرمجموعهٔ شرکت مادری به اسم «مبنا توسعه» وظیفهٔ جمع‌آوری تمامی درآمدهای بلیت‌فروشی ورزشگاه‌های ایران را برعهده داشته است. این یکی از همان شرکت‌هایی است که با نام مستعار فعالیت می‌کنند. برآوردهای «ایران‌وایر» در سال ۱۳۹۹ نشان می‌دادند که فقط در هفتهٔ هجدهم لیگ برتر فوتبال ایران، سه میلیارد و ۵۴۴ میلیون و ۵۰۰ هزار تومان سود خالص از بلیت‌فروشی رقابت‌های لیگ برتر به دست آمده بود که دقیقاً دو میلیارد و ۸۳۰ میلیون تومان به‌صورت مستقیم به حساب شرکتی به نام مبنا توسعه، یکی از شرکت‌های زیرمجموعهٔ ستاد اجرایی فرمان امام واریز شده است.
همچنین در بهمن‌ماه ۱۴۰۲، ایران اینترنشنال به اطلاعاتی دست پیدا کرد که نشان می‌دادند دلالان نفتی ستاد اجرایی فرمان امام با همدستی بانک پاسارگاد، میلیون‌ها دلار از نفت ایران را فروخته و پول آن را تصاحب کرده‌اند. بر اساس اطلاعات به‌دست آمده، ستاد اجرایی فرمان امام با همکاری چند دلال نفتی، بانک پاسارگاد و شورای عالی امنیت ملّی به فروش غیرقانونی نفت و دور زدن تحریم‌ها اقدام می‌کرده‌اند. این اطلاعات نشان می‌دادند که شبکه‌ای به نام «کمیته پوششی» در شورای عالی امنیت ملّی با اختیار تام تحت عنوان دور زدن تحریم‌ها، برای واسطه‌ها کدهای اعتباری کلان صادر می‌کرده است. با این حال، علیرغم ضمانت‌نامه‌های بانکی و فروش نفت در بازارهای غیرقانونی، دلالان وابسته به ستاد اجرایی فرمان امام و بانک پاسارگاد بخش بزرگی از پول حاصل از فروش نفت را به ایران بازنگرداندند.
همچنین بر اساس سندی که در سال ۱۳۹۹ به دست ایران اینترنشنال رسید، روند رقابت سپاه پاسداران و بنیاد برکت برای بستن قراردادی با یک شرکت کره‌ای به‌منظور واردات کیت تشخیص کرونا تشریح شده است. بر اساس سند به دست آمده، شرکت ایرگان مهر در اواسط اسفندماه ۹۸، نمایندگان شرکت کره‌ای میکوبایومد (MiCo BioMed) را برای فروش کیت تشخیص کرونا به ایران دعوت کرد، امّا چند مقام عالی‌رتبه وزارت بهداشت، با استفاده از نفوذ خود، از طریق یک شرکت زیرمجموعهٔ ستاد اجرایی فرمان امام، که خود در آن ذی‌نفع‌اند، با شرکت کره‌ای قرارداد بستند تا کیت تشخیص را حدود ۲۵ هزار تومان بخرند و ۶۰ هزار تومان بفروشند. در شرایطی که ایرگان مهر با رئیس دفتر ریاست‌جمهوری مکاتبه می‌کرد تا هرچه زودتر مجوز لازم را اخذ کند، شرکتی به نام «کی‌بی‌سی» با طرف کره‌ای قرارداد بست، آن هم بدون اخذ مجوز از وزارت بهداشت. شرکت «کی‌بی‌سی» از جمله شرکت‌هایی است که پس از انقلاب ۵۷، مصادره شد و هم‌اکنون به بنیاد برکت و ستاد اجرایی فرمان امام تعلق دارد.

## تحریم
در تاریخ ۴ ژوئن سال ۲۰۱۳ میلادی وزارت خزانه‌داری ایالات متحده آمریکا طی دستور اجرایی ۱۳۵۹۹ ستاد اجرایی فرمان امام و ۳۷ شرکت مرتبط با آن را تحت تحریم قرار داد. این تحریم در تقویت فرمان‌های اجرایی صادره در راستای قانون داماتو صادر شد. به گزارش رویترز، این تحریم‌ها به دلیل نقش ادّعایی ستاد در «کمک به دولت ایران برای دور زدن تحریم‌های ایالات متحده آمریکا و تحریم‌های بین‌المللی» اجرایی شده است. به گفتهٔ دولت آمریکا، این شرکت‌ها شبکهٔ بزرگی را تشکیل داده‌اند که هدف آن ایجاد و ادارهٔ سرمایه‌گذاری‌های بزرگ و خارج از محاسبه، به دور از چشم مردم ایران و نهادهای ناظر بین‌المللی است. معاون وزارت خزانه‌داری آمریکا در این رابطه می‌گوید: «در حالی که مردم ایران از وضعیت بد اقتصادی رنج می‌برند، مقام‌های بلندپایهٔ ایرانی از طریق این شرکت‌ها به ثروت‌های کلانی دست یافته‌اند.»
بر همین اساس در لیست منتشره در ۱۶ ژانویه ۲۰۱۶ ستاد اجرایی فرمان امام در فهرست تحریم موسوم به SDN List قرار نداشته و نیز مشمول تحریم‌های ثانوی نیز نبوده است ولی شهروندان آمریکایی موظف شده‌اند که منافع یا سود منافع ستاد اجرایی فرمان امام را مسدود کنند.
در ژوئیه ۲۰۱۰ اتحادیه اروپا رئیس وقت ستاد اجرایی فرمان امام، محمد مخبر را در لیست افراد یا اشخاص حقوقی محتمل در دست داشتن در برنامهٔ هسته‌ای و موشک‌های بالستیک ایران مورد تحریم قرار داد ولی دو سال بعد بدون هیچ توضیحی وی را از لیست مزبور حذف کرد.
در بیانیهٔ به‌روزرسانی شدهٔ وزارت خزانه‌داری آمریکا در تاریخ ۱۳ ژانویه ۲۰۲۱ حول تحریم ستاد اجرایی فرمان امام آمده است که تحریم‌شدگان با فسادی سیستماتیک بر بخش بزرگی از اقتصاد ایران چنگ انداخته‌اند و به سرکوب سیستماتیک مخالفان و تملک اموال اقلیت‌های مذهبی و معترضان دست زده‌اند. در این بیانیه، وزارت خزانه‌داری آمریکا شرکت توسعه حفاری تدبیر را همراه با ۳ تن و و ۱۵ نهاد جمهوری اسلامی در تازه‌ترین فهرست تحریم‌های خود قرار داد و در آن تأکید شده است که افراد و نهادهای تحریم شده، به سرکوب سیستماتیک مخالفان، مصادرهٔ زمین و دارایی معترضان سیاسی، اقلیت‌های مذهبی و تبعیدی‌ها دست زده‌اند.